# Миличевич, Милан
Милан Дж. Миличевич (серб. Милан Ђ. Милићевић; 4 июня 1831, Рипань — 4 (17) ноября 1908, Белград) — сербский писатель, этнограф, историк, географ. Постоянный член Научного общества Сербии, иностранный член-корреспондент Академии наук в Санкт-Петербурге (1877), член Югославской академии наук и искусств в Загребе, член Сербской Королевской академии в Белграде, президент Сербского археологического общества и один из основателей сербской литературной ассоциации. Участник Славянского съезда в Москве и Санкт-Петербурге 1867 года

## Биография
Окончил семинарию в Белграде и работал в качестве гражданского служащего в разных профессиях: учитель в начальной школе в Лешнице, юрист практикант в Валево, а затем был переведен в Белград, где он работал до самой смерти. Короткое время работал в Сербской Новине, был библиотекарем Национальной библиотеки и государственным советником.
Его важнейшие работы:
- Путничка писма
- Живот Срба сельака
- Славе у Срба
- Из свойих успомена
- Задружна куча на селу
- Манастири у Србии
- Поменик знаменитих льуди у српскога народа новийега доба
- Додатак поменику од 1888. Знаменити люди у српскога народа койи су преминули до крайа 1900. г.
- Кнез Милош у причама
- Караджордже у говору и твору
- Кнежевина Србия, Београд, 1876.
- Кральевина Србия